# 스파크 (불)

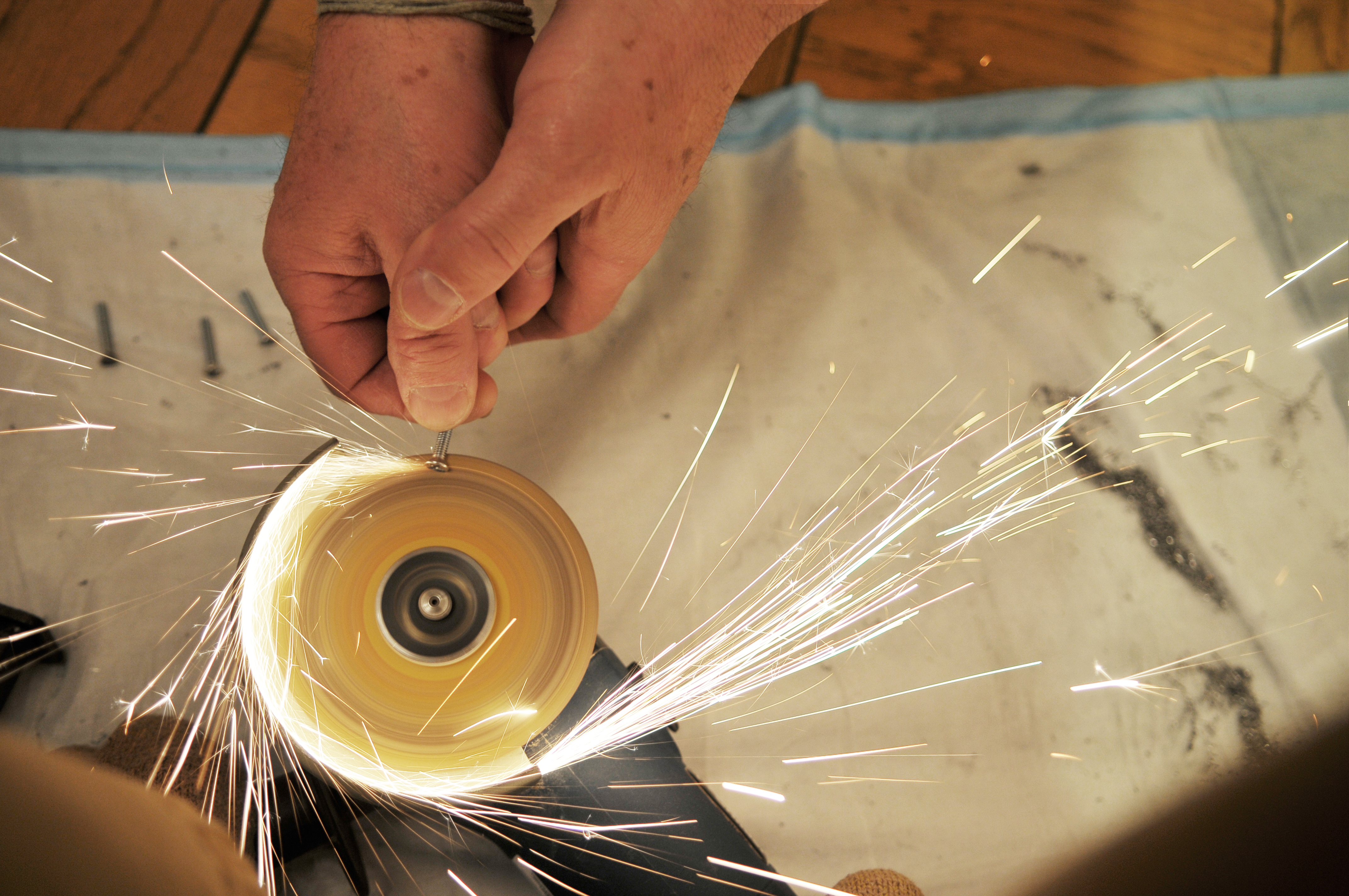
연삭기 스크루에서 발생하는 스파크

스파크(spark)는 백열 입자이다. 스파크는 불꽃놀이, 금속 가공 또는 특히 나무를 태울 때 화재의 부산물로 발생할 수 있다.

## 상징
불꽃이나 화재의 원인으로서 불꽃의 중요성은 예를 들어 블라디미르 레닌의 신문 이스크라 [The Spark]의 이름과 모토에서 분명하게 드러난다. 스파크 은유는 스토아주의 이후, 그리고 최근에는 자크 라캉 이후 철학에서 자주 사용되었다. '창조적 불꽃'(creative spark)은 은유 자체에 내재된 것으로 간주되었다. 하시딕 철학에는 분리된 창조의 빛을 모으는 의무가 있는 아이삭 루리아(Isaac Luria)의 카발리즘에서 나온 신성한 불꽃(nitzotzot) 교리가 포함되어 있다.
욥기(욥기 5장 7절)에는 “사람은 환난을 위하여 났으니 불티가 위로 날아감 같으니라”고 기록되어 있다. 여기서 불티라는 단어는 문자 그대로의 표현이라기보다는 시적인 표현이다. 일부 번역자들은 불티가 가나안의 번개와 역병의 신인 레셰프의 아들이라고 식별한다.

## 같이 보기
- 아크 방전
- 번개
- 합선
- 잉걸불